# Municipalizzazione
Con municipalizzazione, in Italia, s'intende il fenomeno della presa in gestione diretta dei pubblici servizi da parte degli enti locali e delle regioni attraverso imprese di diritto pubblico denominate "municipalizzate".

## Storia
All'inizio del 1900 si verificò un rapido processo di urbanizzazione, che comportò un aumento notevole della domanda di servizi pubblici ed un'evoluzione delle tecnologie. Gli enti locali italiani risposero a questi fenomeni aumentando la loro imprenditorialità industriale. Per comprendere la portata dell'aumento dell'urbanizzazione, basti considerare che nell'ultimo decennio del XIX secolo la popolazione di Roma era aumentata del 50% e quella di Milano del 55%. Lo sviluppo tecnologico e industriale iniziò con l'avvento della macchina a vapore e poi con quello delle turbine a vapore, del motore elettrico, del motore endotermico e ancora, con il passaggio dell'illuminazione a petrolio a quella a gas e poi alla luce elettrica. Quindi l'urbanizzazione, più la domanda di servizi, più l'evoluzione tecnologica ed industriale hanno contribuito allo sviluppo positivo del sistema dei servizi pubblici.
A tutto ciò è da aggiungere che i servizi venivano gestiti da monopolisti privati che lucravano a danno delle collettività gestite. Ciò stimolò ed indusse gli enti locali ad assumere direttamente la costruzione e l'esercizio degli impianti, sia per contenere i prezzi nei limiti dei costi che per utilizzare gli eventuali utili di esercizio nello sviluppo dei servizi stessi.

## Evoluzione normativa
Gli enti locali realizzarono una conquista significativa con l'emanazione della legge 29 marzo 1903 n. 103, sull'assunzione diretta dei pubblici servizi da parte dei Comuni. Con questo provvedimento si stabilirono le norme per la costituzione e l'amministrazione delle aziende speciali dei comuni, il procedimento per l'assunzione diretta dei pubblici servizi e per la vigilanza sulle aziende e sui bilanci, nonché disposizioni sulle aziende consorziali.
La legge, elencando esemplificativamente ben 19 servizi suscettibili di gestione diretta, teneva conto della realtà economica (e quindi prevalentemente agricola) e tecnica allora esistente. La normativa subì delle evoluzioni e, tenendo conto delle nuove realtà di una società che si andava trasformando, venne approvato il T.U. n. 2578 del 1925, che ha rappresentato fino agli anni più recenti il pilastro normativo della municipalizzazione.
Alla fine degli anni 1990, il quadro consolidato della realtà delle imprese pubbliche locali era il seguente:

## Gli enti
- Aziende speciali 365
- Imprese costituite in forma societaria (solitamente società di capitali), dunque di diritto privato, a controllo pubblico 25
- Aziende regionali 5
- Consorzi di gestione 16

Totale 411

## I servizi interessati
- Elettrici 41
- Acquedotti 104
- Gas 89
- Trasporti 167
- Nettezza urbana 75
- Centrali del latte 11
- Farmacie 102
- Varie 61

Totale 650